# Jacobaea mouterdei
Jacobaea mouterdei là một loài thực vật có hoa trong họ Cúc. Loài này được (Arènes) Greuter & B.Nord. mô tả khoa học đầu tiên năm 2007.